# CBC電台
株式会社CBC电台（日語：株式会社CBCラジオ）是日本的一家以中京广域圈（爱知县、岐阜县、三重县）为放送地域的广播电台，由中部日本放送全资控股，为JRN广播联播网的成员。

## 概况
中部日本放送的电台广播于1951年9月1日开始，为日本首家民营电台，其呼号“JOAR”至今未变。2013年4月1日，中部日本放送的电台广播业务由子公司“株式会社CBC电台”继承。